# Lenguas berta
Las lenguas berta, tradicionalmente consideradas dialectos de una sola lengua, son el berta (o gebeto), el fadasha y el unda. Constituyen juntas una de las ramas primarias de las lenguas nilo-saharianas.

## Comparación léxica
| Comparación léxica[1] | Comparación léxica[1]      | Comparación léxica[1] |
| GLOSA                 | Berta                      | PROTO- BERTA          |
| --------------------- | -------------------------- | --------------------- |
| 1                     | muŋkʼú~ mənnəkʼu~ ɗúkʼʊ́nʊ́ŋ | *ɗukʼun-(?)           |
| 2                     | moˈhɔ́ːlaŋ / hɔ̀lɔ́ŋɔ́ní       | *pɔːlaŋ               |
| 3                     | múːθe~ mɔ́ːθe               | *boːθe                |
| 4                     | mənəmu                     | *baːnamu              |
| 5                     | mə́kʼuuʃó                   | *makʼoːso             |
| 6                     | makʼɛɛra                   | *makʼiɛra             |
| 7                     | θabɔ́ɔlaŋ                   | *θa-pɔːlaŋ            |
| 8                     | θabóoθe                    | *θa-boːθe             |
| 9                     | θabáanámu                  | *θa-baːnamu           |
| 10                    | maθuuma                    | *maθuːma              |